# Église de l'Assomption-de-la-Bienheureuse-Vierge-Marie-et-Saint-Joseph de Varsovie
L’église de l’Assomption-de-la-Bienheureuse-Vierge-Marie-et-Saint-Joseph (appelée en polonais Kościół Wizytek) est une église carmelite située Ulica Krakowskie Przedmieście nos 52/54, arrondissement de Śródmieście, à Varsovie en Pologne.

## Sources
- (pl) Cet article est partiellement ou en totalité issu de l’article de Wikipédia en polonais intitulé « Kościół Wniebowzięcia Najświętszej Maryi Panny i św. Józefa Oblubieńca w Warszawie » (voir la liste des auteurs).

- (en) Cet article est partiellement ou en totalité issu de l’article de Wikipédia en anglais intitulé « Visitationist Church » (voir la liste des auteurs).